# 太田資忠
太田資忠（生年不詳－1479年）是室町時代後期武將。太田資清之子，太田道灌之弟、外甥。通稱圖書助。資家是資忠的養子。

## 簡歷
文明9年（1477年）長尾景春之亂時，在武蔵川越城與景春軍交戰。
文明11年（1479年）仕於道灌，與千葉自胤一同進攻臼井城的千葉孝胤之際，築起國府台城。同年7月15日進攻臼井城時暫時退兵，被敵人乘虛而入，在激烈的戰鬥中被討死，但是結果卻是臼井城陷落（有說法指是1月18日死去）。墓所在臼井城的遺址。